# 王熙鋆
王熙鋆，吉林伯都訥廳人，清朝政治人物、同進士出身。
光緒六年（1880年），参加庚辰科殿試，登進士三甲第71名。同年五月，著分部學習。